# Caldes
Caldes település Olaszországban, Trento megyében. Lakosainak száma 1102 fő (2023. január 1.). Caldes Bresimo, Cavizzana, Cis, Cles, Malè és Terzolas községekkel határos.

## Népesség
A település népességének változása:
| Lakosok száma | 1114 | 1089 | 1102 |
|               | 2017 | 2018 | 2023 |